# US 5
US 5 (U.S. Route 5) — скоростная автомагистраль, проходящая по северо-востоку США через штаты Коннектикут, Массачусетс и Вермонт, протяжённостью 483,35 километра. Магистраль открыта в 1926 году.
Практически на всем её протяжении рядом находится магистраль I-91.

## Протяжённость
| Штат        | Протяженность, км (миль) |
| ----------- | ------------------------ |
| Коннектикут | 87,85 (54,59)            |
| Массачусетс | 85,99 (53,43)            |
| Вермонт     | 309,50 (192,32)          |
| Всего       | 483,35 (300,34)          |